# Wald am Schoberpaß
Wald am Schoberpaß – gmina w Austrii, w kraju związkowym Styria, w powiecie Leoben. Liczy 600 mieszkańców (1 stycznia 2015).